# Байда (фестиваль)
Всеукраїнський фестиваль-конкурс козацької пісні «Байда» започаткований у 2001 році Генеральною канцелярією Українського козацтва, Тернопільським крайовим кошем Українського козацтва імені Дмитра (Байди) Вишневецького спільно з Міністерством культури України та управлінням культури Тернопільської ОДА.

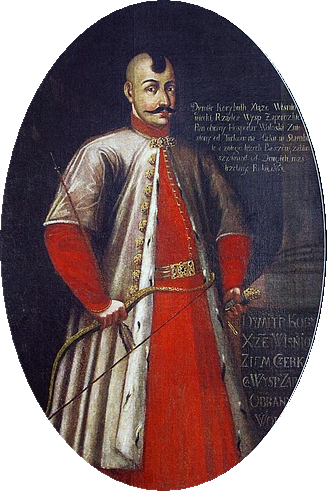
Дмитро Вишневецький (Байда)

У листопаді 2001 року фестиваль підтримано Указом Президента України «Про Національну програму відродження та розвитку Українського козацтва на 2002—2005 роки», а також розпорядженням голови Тернопільської ОДА у 2002 році «Про розвиток Українського козацтва на 2002—2005 роки на Тернопіллі».
Всеукраїнський фестиваль-конкурс «Байда» вирішено щороку проводити в Тернополі та районах області.

## Набутки фестивалів
З 2001 до 2010 рік проведено дев'ять всеукраїнських фестивалів-конкурсів «Байда», що відбувалися у містах Вишнівці, Збаражі та Тернополі.
Козацьке мистецтво дає змогу продовжити відродження і відновлення традицій та звичаїв козацької доби, возвеличує міць українського народу в битвах і звитягах за волю та незалежність, виховує молодь у дусі відданості, жертовності в боротьбі проти ворогів українського народу, за честь, віру і славу нації.
У рамках фестивалю відбувалися конкурсні програми, в яких змагалися хорові колективи, вокальні ансамблі та солісти-вокалісти, дуети, тріо і квартети.
Проведені фестивалі-конкурси дали змогу продовжити відродження і пропаганду найкращих зразків української пісенної творчості, відкрити нові імена та популяризувати найкращих виконавців, виховувати естетичні смаки молоді, активізувати культурно-мистецьке життя України.
У деяких фестивалях брали участь також представники кримськотатарського народу, Росії та Сербії.